# Hans Olsson
Hans Olsson (* 27. August 1984 in Mora) ist ein ehemaliger schwedischer Skirennläufer. Er startete hauptsächlich in den Disziplinen Abfahrt, Super-G und Super-Kombination. Sein Bruder Jon Olsson ist ebenfalls Skirennläufer.

## Biografie
Olssons erste Teilnahme an einem FIS-Rennen war im Januar 2000. Er konzentrierte sich zunächst auf Slalom und Riesenslalom, vollzog dann aber ab 2002 allmählich einen Wechsel zu den schnelleren Disziplinen. Bei den Juniorenweltmeisterschaften 2004 in Maribor gewann er im Super-G die Goldmedaille, vor den Kanadiern Manuel Osborne-Paradis und François Bourque. Am 6. März 2004 gab er in Kvitfjell sein Debüt im Weltcup.
Seine ersten Weltcup-Punkte gewann Olsson am 11. Dezember 2005 als 13. der Super-Kombination in Val-d’Isère. Am 29. November 2008 erreichte er in Lake Louise mit dem dritten Platz in der Abfahrt seinen ersten Podestplatz; es war auch der erste Podestplatz eines Schweden überhaupt in dieser Disziplin. Beim Weltcup-Finale 2009 in Åre wurde er ein weiteres Mal Dritter. In den Saisonen 2008/09 und 2009/10 erreichte er den 12. bzw. 13. Rang im Abfahrtsweltcup.
Bei den Weltmeisterschaften 2007 in Åre gewann Olsson die Silbermedaille im Mannschaftswettbewerb und erzielte Platz 21 im Super-G sowie Rang 23 in der Abfahrt. Bei den Weltmeisterschaften 2009 in Val-d’Isère war sein bestes Ergebnis Rang 17 in der Super-Kombination. Bei den Olympischen Winterspielen 2010 in Vancouver erzielte er zeitgleich mit dem Italiener Werner Heel den zwölften Platz in der Abfahrt, fiel im Super-G und in der Super-Kombination jedoch aus. Bei den Weltmeisterschaften 2011 in Garmisch-Partenkirchen erreichte er mit der schwedischen Mannschaft den Bronzerang im Mannschaftswettbewerb.
Am 15. März 2012 erlitt Olsson in der Abfahrt des Europacupfinales in La Thuile einen Schien- und Wadenbeinbruch im rechten Bein. Nach der Saison 2014/15 beendete Olsson seine Karriere.

## Erfolge

### Olympische Spiele
- Vancouver 2010: 12. Abfahrt

### Weltmeisterschaften
- Åre 2007: 2. Mannschaftswettbewerb, 21. Super-G, 23. Abfahrt
- Val-d’Isère 2009: 17. Super-Kombination, 33. Super-G
- Garmisch-Partenkirchen 2011: 3. Mannschaftswettbewerb, 26. Abfahrt

### Weltcup
- 2 Podestplätze und 9 weitere Platzierungen unter den besten zehn

### Weltcupwertungen
| 2005/06 | 97.                                 | 34                                  | -                                   | -                                   | -                                   | -                                   | 21.                                 | 34                                  |                                     |                                     |                                     |                                     |
| 2006/07 | 53.                                 | 138                                 | 45.                                 | 19                                  | 38.                                 | 13                                  | 8.                                  | 106                                 |                                     |                                     |                                     |                                     |
| 2007/08 | 71.                                 | 98                                  | 32.                                 | 52                                  | -                                   | -                                   | 23.                                 | 46                                  |                                     |                                     |                                     |                                     |
| 2008/09 | 37.                                 | 216                                 | 12.                                 | 210                                 | -                                   | -                                   | 44.                                 | 6                                   |                                     |                                     |                                     |                                     |
| 2009/10 | 47.                                 | 172                                 | 13.                                 | 156                                 | -                                   | -                                   | 34.                                 | 16                                  |                                     |                                     |                                     |                                     |
| 2010/11 | 59.                                 | 140                                 | 31.                                 | 56                                  | 30.                                 | 40                                  | 19.                                 | 44                                  |                                     |                                     |                                     |                                     |
| 2011/12 | 68.                                 | 101                                 | 38.                                 | 32                                  | 29.                                 | 57                                  | 34.                                 | 12                                  |                                     |                                     |                                     |                                     |
| 2012/13 | verletzungsbedingt keine Ergebnisse | verletzungsbedingt keine Ergebnisse | verletzungsbedingt keine Ergebnisse | verletzungsbedingt keine Ergebnisse | verletzungsbedingt keine Ergebnisse | verletzungsbedingt keine Ergebnisse | verletzungsbedingt keine Ergebnisse | verletzungsbedingt keine Ergebnisse | verletzungsbedingt keine Ergebnisse | verletzungsbedingt keine Ergebnisse | verletzungsbedingt keine Ergebnisse | verletzungsbedingt keine Ergebnisse |
| 2013/14 | 91.                                 | 43                                  | 42.                                 | 21                                  | 39.                                 | 16                                  | 35.                                 | 6                                   |                                     |                                     |                                     |                                     |
| 2014/15 | 124.                                | 15                                  | 56.                                 | 5                                   | 58.                                 | 1                                   | 31.                                 | 9                                   |                                     |                                     |                                     |                                     |

### Europacup
- Saison 2006/07: 2. Kombinationswertung
- Saison 2010/11: 10. Gesamtwertung, 3. Super-G-Wertung, 6. Abfahrtswertung
- 10 Podestplätze, davon 6 Siege:

| Datum             | Ort            | Land        | Disziplin         |
| ----------------- | -------------- | ----------- | ----------------- |
| 17. März 2007     | Santa Catarina | Italien     | Super-Kombination |
| 9. November 2007  | Landgraaf      | Niederlande | Indoor-Slalom     |
| 6. November 2008  | Landgraaf      | Niederlande | Indoor-Slalom     |
| 17. November 2009 | Wittenburg     | Deutschland | Indoor-Slalom     |
| 26. Februar 2011  | Sarntal        | Italien     | Super-G           |
| 19. März 2011     | Formigal       | Spanien     | Super-G           |

### Junioren-Weltmeisterschaften
- Briançonnais 2003: 10. Kombination, 19. Riesenslalom, 23. Slalom, 25. Abfahrt, 32. Super-G
- Maribor 2004: 1. Super-G

### Weitere Erfolge
- 16 schwedische Meistertitel:
  - 8× Abfahrt: 2005, 2006, 2007, 2008, 2009, 2010, 2011, 2014
  - 4× Super-G: 2005, 2007, 2011, 2014
  - 3× Kombination: 2005, 2008, 2011
  - 1× Parallelslalom: 2008
- 14 Siege in FIS-Rennen